# Yokohama (Aomori)
Yokohama (横浜町 Yokohama-machi?) es un pueblo localizado en la prefectura de Aomori, Japón. En octubre de 2018 tenía una población de 4.324 habitantes y una densidad de población de 34,2 personas por km². Su área total es de 126,38 km².

## Geografía

### Municipios circundantes
- Prefectura de Aomori
  - Mutsu
  - Higashidori
  - Noheiji
  - Rokkasho

## Demografía
Según datos del censo japonés, la población de Yokohama ha disminuido en los últimos años.
| Año del censo | Población |
| ------------- | --------- |
| 1995          | 5.806     |
| 2000          | 5.508     |
| 2005          | 5.097     |
| 2010          | 4.881     |
| 2015          | 4.535     |